# Warmeriville
Warmeriville är en kommun i departementet Marne i regionen Grand Est (tidigare regionen Champagne-Ardenne) i nordöstra Frankrike. Kommunen ligger i kantonen Bourgogne som tillhör arrondissementet Reims. År 2022 hade Warmeriville 2 689 invånare.

## Befolkningsutveckling
Antalet invånare i kommunen Warmeriville
| Referens: INSEE |

## Vänorter
- Arre, Italien